# Louis Demaizière
Louis Demaizière (1902-1993) est un ingénieur civil et un historien de l'aéronautique.

## Œuvres
- Louis Demaizière, Un grand pilote : Romanet, France-Empire, 1980, 250 p..

## Distinctions
- Officier de la Légion d'honneur